# Liste der denkmalgeschützten Objekte in Vilémov
Grundlage dieser Liste der denkmalgeschützten Objekte in Vilémov ist die ÚSKP-Liste (Ústřední seznam kulturních památek České republiky, deutsch Zentrale Liste der Kulturdenkmäler der Tschechischen Republik), die von der tschechischen Denkmalschutzbehörde NPÚ (Národní památkový ústav, deutsch Nationale Denkmalbehörde) seit 1987 geführt wird und an die seit dem Jahr 1850 geschaffenen Listen anschließt.

## Vilémov(Willomitz)
| Lage                   | Objekt                                                                            | Beschreibung | ÚSKP-Nr.                 | Bild                 |
| ---------------------- | --------------------------------------------------------------------------------- | --- | ------------------------ | -------------------- |
| Vilémov 111 (Standort) | Pfarrhaus                                                                         | Pfarrhaus | 32194/5-845 Info Katalog | Pfarrhaus            |
| Vilémov 1 (Standort)   | Dům čp. 1                                                                         | Bürgerhaus | 44965/5-847 Info Katalog | Dům čp. 1            |
| Vilémov 37 (Standort)  | Bauernhaus Nr. 37                                                                 | Bauerngehöft | 46564/5-852 Info Katalog | Bauernhaus Nr. 37    |
| Vilémov (Standort)     | Kirche St. Nikolaus und Mariä Namen (Kostel svatého Mikuláše a Jména Panny Marie) | Kirche St. Nikolaus | 18692/5-843 Info Katalog | weitere Bilder       |
| Vilémov (Standort)     | Dreifaltigkeitssäule                                                              | Dreifaltigkeitssäule | 15559/5-846 Info Katalog | Dreifaltigkeitssäule |
| Vilémov 52 (Standort)  | Haus Nr. 52                                                                       | Ein zweistöckiges Haus auf rechteckigem Grundriss, mit einem gemauerten Erdgeschoss und einem Fachwerk-Obergeschoss aus der ersten Hälfte des 19. Jahrhunderts. | 26961/5-851 Info Katalog | Haus Nr. 52          |
| Vilémov (Standort)     | Schloss Vilémov (Zámek Vilémov)                                                   | Schloss Willowitz | 29586/5-849 Info Katalog | weitere Bilder       |

## Vinaře (Weinern)
| Lage                               | Objekt      | Beschreibung | ÚSKP-Nr.                 | Bild        |
| ---------------------------------- | ----------- | ------------ | ------------------------ | ----------- |
| Vinaře 16, am Dorfplatz (Standort) | Haus Nr. 16 | Wohnhaus     | 43762/5-854 Info Katalog | Haus Nr. 16 |

## Zahořany (Sehrles)
| Lage                | Objekt                                                             | Beschreibung                     | ÚSKP-Nr.                 | Bild           |
| ------------------- | ------------------------------------------------------------------ | -------------------------------- | ------------------------ | -------------- |
| Zahořany (Standort) | Kirche des Evangelisten Johannes (Kostel svatého Jana Evangelisty) | Kirche des Evangelisten Johannes | 38035/5-853 Info Katalog | weitere Bilder |